# 68021 Taiki
68021 Taiki è un asteroide della fascia principale. Scoperto nel 2000, presenta un'orbita caratterizzata da un semiasse maggiore pari a 2,3377138 UA e da un'eccentricità di 0,2119620, inclinata di 2,85786° rispetto all'eclittica.